# Пирова война
Пировата война (280 – 275 пр.н.е.) е серия от битки и от променливи политически съюзи с участието на гърците (по-специално Епир, Македония и градовете-държави от Магна Греция), римляните, италианските народи (главно самнитите и етруските) и картагенците.
Войната първоначално започва като маловажен конфликт между Рим и град Тарентум, повода е нарушаване на военноморски договор от един от римските консули. Тарентум преди известно време бил оказал помощ на гръцкия владетел Пир от Епир в неговия конфликт с Коркира и сега гръцкия град иска военна помощ от Пир. Честта му го задължава да помогне на Тарентум и Пир се присъединява към редица конфликти с участието на Тарентум, Римската република, Самниум, Етруски и Турии (както и други градове в Магна Греция). Пир също така се замесва и във вътрешно политически конфликти в Сицилия, както и в борбата на Сицилия срещу картагенското господство в района.
Намесата на Пир в сицилианския конфликт, намалява драстично влиянието на Картаген на острова. В Италия участието му изглежда най-вече безрезултатно, но въпреки това има дългосрочни последствия. Пировата война доказва две неща: че държавите от Древна Гърция вече не са способни да защитават независимите си колонии в Магна Греция и това, че римските легиони са способни да се конкурират с армиите на елинистическите царства, които са господстваща средиземноморска сила по това време. Победата в конфликта проправя пътя за римска доминация над градовете-държави в Магна Греция и засилва властта на Рим в цяла Италия. Военните постижения на Рим, водят до конфронтация с Картаген, с кулминация Пуническите войни.
От Пировата война възниква и израза „пирова победа“, термин за победа спечелена с много висока цена. Този израз се дължи на биографията на Пир написана от Плутарх, който описва реакцията на Пир при научаването на доклада за битката след своя победа:
| „                                                 | Още една такава победа срещу римляните – и ние сме загубени! | “ |
| Пир коментира победата, след битката при Аскулум. |                                                              |   |

## Предистория
По време на Пировата война, италианския полуостров е претърпял постепенна консолидация под хегемонията на Рим в продължение на векове. Латинската война (340 – 338 пр.н.е.) поставя региона на Лациум под римска власт, както и съпротивата на самнитите срещу контрола на римляните е към своя край и само няколко незначителни конфликта са останали от Самнитските войни (343 – 290 пр.н.е.).
На север от контролирания от римляните Лациум са разположени етруски градове, а на юг от контролирания от римляните Самниум се намират гръцки градове-държави членки на Магна Греция: политически независими градове в Южна Италия и Сицилия заселени от гръцки колонисти през VII и VIII век пр.н.е. (също така източник на елинизация на римската култура)
На остров Сицилия, конфликтите между градовете на Магна Греция и картагенските колонии, които също са създадени през VII и VIII век пр.н.е. са съществуващ проблем.
Смесицата между италиански и сицилиански култури води до постоянни конфликти и териториални промени, в които мнозина виждат стабилния растеж на римското влияние в цяла Италия. Рим обаче е замесен само във вътрешни италиански конфликти и никога не е участвал в големи международни скандали в Средиземноморието, нито е изправял своята военна сила срещу някои от гръцките господстващи култури. Пировата война ще промени и двата последни факта.

### Тарентум моли за помощ
През 282 пр.н.е Рим е помолен от град Турии за военна подкрепа с която да се сложи край на заплахата от Лукания. В отговор римляните изпращат флот в Тарентския залив, като по този начин нарушават дългогодишен договор между Рим и град Тарентум, който забранява римляните да навлизат в тези води. Разярени от това навлизане, което се смята за акт на враждебност гърците атакуват римския флот, като потопяват няколко от корабите и пленяват един. В Рим шокирани и ядосани от този инцидент изпращат дипломатическа мисия за да разрешат проблема. Преговорите се провалят, което води до това римляните да обявят на война на Тарентум.
В Тарентум са наясно, че имат малки шансове за победа срещу Рим, затова решават да повикат на помощ Пир, царя на Епир. Пир, който има намерение да изгради голяма империя, (а и има дълг към тях – по-рано от Тарентум му помогнали да завладее остров Керкира) вижда тази възможност, като добра изходна точка и приема да помогне.

## Начало
През 280 пр.н.е. Пир пристига с 25 000 войника и 20 бойни слона в Италия. Римската армия водена от Публий Валерий Левин е изпратена в територията Лукания, където се състои и първата битка близо до град Хераклея. По време на тази битка, в която слоновете имат решаваща роля за победата на силите на Пир, са убити между 7000 – 15 000 римляни и между 4000 – 13 000 гърци.
Тази битка се оказа от решаващо значение, като доказва стабилността на Римската република. Пир очаква италианските племена да се разбунтуват срещу Рим и да се присъединят към него. За сега римляните били стабилизирали региона и въпреки загубата им в битката, само няколко племена се присъединили към гърците.

## Битка при Аскулум
През 279 пр.н.е. Пир участва във втората главна битка от войната – битката при Аскулум. Тази битка е много по-оспорвана, провежда се в два дни при хълмовете на Апулия. Римския генерал Публий Деций Муз успява да се възползва от терена и да намали ефективността на гръцката кавалерия и слонове. Така през първия ден битката завършва с пат. През втория ден Пир провежда атака със слоновете и пехотата си, които в крайна сметка разбиват редиците на Муз. Римляните имат загуби от 6000 души, докато Пир губи 3500.
Победа за сметка на много голям брой загуби от своите собствени сили подтиква Пир да каже „Още една такава победа срещу римляните – и ние сме загубени!“, което е описано от Плутарх. Оттук произлиза и изразът „пирова победа“.

## Съюз на Рим с Картаген
След Аскулум, Пир предлага да преговаря за мирен договор с Рим, въпреки това римският сенат отказва да приеме всяко споразумение докато Пир държи войските си в Италия. Апий Клавдий Цек, който е построил Виа Апия и e сляп старец също увещава римляните да откажат преговори с Пир, който в този момент наистина не иска нищо друго освен свобода за Тарентум и неговите съюзници.
Рим сключва съюз с Картаген срещу Пир (само десетина години по-късно римските интереси в Средиземноморието ще влезнат в конфликт с интересите на Картаген, което ще доведе до война между тях). Ефектът от този договор е да се провеждат нападения срещу гръцките градове в Сицилия, като по този начин Пир се ограничава в битки на запад, защитавайки тези градове.

## Сицилианска кампания на Пир
Ветераните на Агатокъл бившия тиран на Сиракуза, които сега са в Месана предлагат помощта си на Пир, но Кампания и повечето от юга нямали подобно намерение. Само в Етрурия решават да се опълчат на Рим, но бързо ще осъзнаят своята грешка.
След две битки, в които Пир губи повече хора отколкото може да си позволи, той се премества към Сицилия за да помогне на гърците които са притискани от картагенците. Римляните нямат проблеми и лесно се справят със съюзниците му и оставената назад охрана в Италия.
Картагенците не очакват да бъдат атакувани. Когато Пир отплава за Сицилия, картагенците са обсадили Сиракуза, град който му е необходим за база, картагенците също така търсят флота на Пир със собствената си флота. Пир избягва картагенския флот и напада техните сухоземни армии превземайки градовете Панормус и Ерикс, отказва картагенската оферта в която му предлагат да предадат цяла Сицилия без град Лилибаеум – град от който картагенците се нуждаели за да запазят контрола си над Сардиния.
През цялото време загубите на Пир са тежки, а подкрепленията твърде малки. Тарентум е под силен натиск от римляните, а между тях и картагенския флот той може би е хванат в капан в Сицилия. Пир успява да се върне в Италия, за да се сражава в още една последна кампания.

## Битка при Беневентум
През 275 пр.н.е. Пир се връща в Италия. Той се изправя срещу римляните при град Малевемтум (превод: Лошо събитие) в Южна Италия, битка в която е победен. След битката римляните сменят името на града на Беневентум (Добро събитие) в чест на победата си над Пир. Царят на Епир скоро след това напуска Италия завинаги и се връща в Гърция. Пир е загубил 2/3 от армията си по време на войната и няма с какво да се похвали от престоя си в Италия. Римляните са си извадили поуки от тези битки и са се научили как да се справят с гръцките копиеносци и с бойните слонове. Те са се научили, че могат да раняват слоновете с техните пилуми, къси копия за хвърляне започнали да се използват по времето на Самнитските войни. Ранените с пилум слонове се паникьосват, като излизат от контрол и стъпкват собствените си войски (това е шестдесет години преди известната кампания на Ханибал в която той преминава през Алпите с армия от слонове).

Последните думи на Пир преди да напусне Италия са запомнящите се: 
| „                             | Какво бойно поле оставям за Картаген и Рим! | “ |
| Пир, преди да напусне Италия. |                                             |   |

 През 272 пр.н.е. Тарентум се предава на Рим. Римляните третират победения Тарентум снизходително, като му позволяват същото самоуправление като на останалите градове. Тарентум от своя страна признава върховенството на Рим в Италия и става един от съюзниците му. В града е изпратен римски гарнизон, който да гарантира неговата лоялност. Другите гръцки градове и племената в Брутиум, които притежават огромни гори служат за доставяне кораби на Рим и екипажи за тях. При тези съюзници също се поддържали гарнизони за гарантиране на лоялността им.

## Последици
Победата на римляните е значителна, тъй като е победа над гръцка армия сражаваща се в стил „Александър Македонски“ и командвана от един от най-способните командири по това време. През 272 пр.н.е. живота на Пир приключва – според една версия по време на улична битка в Аргос, където жена хвърля керемида от покрив, която удря Пир по главата. Зашеметен Пир пада от коня си, което позволява на местен войник да го убие много лесно.
След победата си над Пир, Рим е признат като главна сила в Средиземноморието. Доказателство за това е откриването на постоянно посолство в Рим от македонския цар на Египет през 273 пр.н.е.
За да се гарантира римската власт над територията, Рим основава нови колонии на юг. На север последният свободен етруски град Волсинии въстава срещу Рим и е разрушен през 264 пр.н.е. Рим сега е господар на целия полуостров от Месинския пролив до границата на Апенинските планини с галите, покрай река Арно и река Рубикон.

## Хронология на конфликта
281 пр.н.е.
- Град Тарентум помага на Пир да си върне контрола над Коркира.
- Римският консул Публий Корнелий Долабела организира експедиция от десет кораба, за опознаване на южното крайбрежие на Италия.
- В Тарентум виждат експедицията на Долабела като нарушаване на древен морски договор, атакуват римляните потопяват четири кораба и пленяват един.
- Тарентум атакува римския гарнизон в Турии, побеждават го и го изгонват от града.
- Рим изпраща дипломатическа мисия в Тарентум, дипломатите са обиждани и подигравани, исканията им са отхвърлени.
- Римския сенат обявява война на Тарентум.
- Консула Луций Емилий Барбула спира битките си срещу самнитите и поема на поход към Тарентум.
- Тарентум вика на помощ Пир. Царя на Епир е окуражен да тръгне от пророчествата на оракула от Делфи.
- Пир получава помощ от Птолемей Керавън и Македония за експедицията си в Италия.

280 пр.н.е.
- Пир изпраща Кинеас (Cineas, тесалийски дипломат) в Тарентум.
- Пир решава да плава за Италия.
- Пир пристига в Италия с армията си, в това число и бойни слонове.
- Самнитите се присъединяват към Пир.
- Пир предлага преговори на римляните.
- Римляните изпращат гарнизон в Региум.
- Пир побеждава римляните в битката при Хераклея.
- Локри и други градове се присъединяват към Пир.
- Два нови легиона водени от Публий Валерий Левин се изправят срещу Пир, подсилени от легионите на консула Тиберий Корунканий от Етрурия.
- Пир напредва към Рим, стига до Анагни в Лациум.
- Пир се оттегля към Кампания.
- Кинеас пристига в Рим като посланик на Пир и безуспешно се опитва да спечели подкрепа с подкупи.
- Сенатът отхвърля предложението за мир, след реч на Апий Клавдий Цек.
- Гай Фабриций Лусцин е изпратен на мисия при Пир, за да преговаря за освобождаване на римски военнопленници. Пир освобождава пленниците, без да иска откуп за тях.
- Пир навлиза в Апулия и е нападнат от римската армия.
- Пир побеждава римляните в битката при Аскулум, но понася тежки загуби.
- Картагенския адмирал Магон (Mago) предлага помощ на римляните. Договор се подписва между Рим и Картаген.
- Магон посещава лагера на Пир, при връщането си от Рим.

279 пр.н.е.
- Гай Фабриций Лусцин разкрива заговор за отравянето му от доктора на Пир – Нициас (Nicias).
- Римският гарнизон в Региум се разбунтува и превзема града.
- Сицилианците изпращат дипломат при Пир с търсене на помощ срещу Картаген, Пир се съгласява да помогне.
- Мамертинците („синове на Марс“; наемници) сключват договор с Картаген и се опитват да спрат Пир да премине в Сицилия.
- Кинеас отива отново в Рим, но отново не успява да договори мир.
- Пир напуска Италия и преминава в Сицилия.
- Пир урежда мир между Тоенон (Thoenon) и опонентите му в Сиракуза.
- Посланици от много градове от Сицилия предлагат подкрепа за Пир.
- Пир е обявен за цар на Сицилия.
- Пир поема контрола над Акрагас и на тридесет други града.
- Пир атакува територията на картагенците в Сицилия.
- Пир превзема град Ерикс.
- Останалата част от картагенските владения в Сицилия тръгват срещу Пир.
- Пир побеждава мамертинците.

278 пр.н.е.
- Започват преговори между Пир и картагенците.
- Пир се приготвя да атакува Лилибаеум.
- Пир екзекутира Тоенон заради подозрение в измяна, деспотичното му поведение го прави все по-непопулярен сред сицилианците.
- Пир се отказва от обсадата над Лилибаеум.
- Италианците апелират Пир да се върне и да им помогне.
- Пир побеждава картагенците в последна битка.
- Пир напуска Сицилия и се връща в Италия; по пътя е нападнат и победен от картагенския флот.
- Маний Курий Дентат събира армия да се изправи срещу Пир.
- Пир плячкосва град Локри и храма на Персефона.
- Буря разрушава флота на Пир след напускането на Локри.
- Пир иска помощ за продължаването на войната си в Италия от Антигон II Гонат.
- Хиерон II генерал на Сиракуза сключва съюз с Пир.
- Пир се опитва да събере доброволци за войската си в Самниум.
- Римляните побеждават Пир в битката при Беневентум.
- Пир наказва някои тарентинци за предателство.
- Пир напуска Италия; край на войната между Рим и Пир.

## Външни препретки
- Взаимоотношения Пирра и его союзников в Италии и Сицилии ((ru))